# Il bello delle donne... alcuni anni dopo
Il bello delle donne... alcuni anni dopo è una serie televisiva italiana, in onda in prima visione su Canale 5 dal 13 gennaio al 2 marzo 2017.

## La serie
È diretta da Eros Puglielli, soggetto e sceneggiatura sono di Teodosio Losito, mentre il produttore è Alberto Tarallo con la sua Ares Film.
È il sequel de Il bello delle donne, andata in onda sulla stessa rete per tre stagioni, dal 2001 al 2003, e di cui ritrova due degli interpreti originali: Massimo Bellinzoni e Giuliana De Sio. Oltre a loro è presente anche Martine Brochard, che però interpreta un personaggio differente rispetto a quello impersonato nella serie-madre, e Gabriel Garko che torna a vestire i panni di Bobo De Contris in un breve cameo nell'ultima puntata della serie.
Avrebbe dovuto far parte del cast anche Virna Lisi (anch'essa protagonista della serie originale), ma l'attrice è deceduta prima dell'inizio delle riprese; tale fiction è stata dedicata proprio alla memoria della Lisi.

## Trama
L'arrivo della crisi economica nella piccola cittadina di Orvieto costringe il salone per signore Il bello delle donne alla chiusura. Deluso e amareggiato, Luca decide di partire alla volta di Roma in cerca di nuove prospettive insieme alla sua nuova amica Laura, una parrucchiera in difficoltà economiche che vive con una nipote nel pieno dei problemi adolescenziali. Le vite dei due personaggi si incrociano con quelle dell'appariscente parrucchiera Jessica, una ragazza delusa in amore da Sam, che trova un forte legame di amicizia con l'architetto in carriera Françoise e la simpatica Germana, una signora borghese. Le quattro donne insieme a Luca fondano un nuovo Il bello delle donne nel centro di Roma. La storia del nuovo salone s'intreccia alle vicende dell'ambiziosa Annalisa Bottelli, storica ex nemica di Luca.

## Struttura narrativa
Rispetto alla serie madre (che vedeva ogni puntata riferita ad un mese dell'anno riguardante la storia di una delle donne) ne Il bello delle donne... alcuni anni dopo la struttura delle puntate cambia. Il primo episodio, per garantire un ponte di congiunzione tra la serie storica e quella nuova, vede protagonisti tutti i personaggi principali della serie. Dalla seconda puntata invece ogni puntata è dedicata ad una donna ma, rispetto alla serie madre, scompare la divisione degli episodi tra i mesi dell'anno. Inoltre non è più la donna protagonista della storia a introdurre l'episodio ma, al contrario, è il personaggio di Luca che dà inizio ad ogni puntata che è contraddistinta, in ogni finale, nell'introduzione della storia della donna dell'episodio successivo.

## Personaggi e interpreti
- Laura Banti (puntate 1-3, 7-8), interpretata da Claudia Cardinale.
Laura è la parrucchiera che lavora con Luca ad Orvieto dopo la chiusura de Il bello delle donne. Signora affascinante, Laura cerca lavoro per mantenere la nipote Claudia che ha soltanto lei. Accompagna Luca a Roma e partecipa alla fondazione de il nuovo Il bello delle donne. Parte momentaneamente per Orvieto con la nipote Claudia per dei problemi legati al suo appartamento. Laura ha perso una figlia a causa della droga e dovendosi prendere cura della nipote Claudia è sempre attenta a non farle mancare nulla. Quando la giovane diventa una foreign fighter in una cellula del terrorismo islamico, fa di tutto per salvarla. Laura ritrova la nipote e decide di trasferirsi con lei a Perugia.

- Jessica Lolli (puntate 1-2, 5-8), interpretata da Manuela Arcuri.
Jessica gestisce un negozio di parrucchiere per signore alla periferia di Roma, lo Style. Truffata da Samuele, suo compagno e padre del bambino che aspetta, si trova sola e disperata. Perde il suo negozio e anche il bambino che aspetta dopo una lite furibonda con Sam. Condividendo la truffa subita con Germana e Françoise, riesce a risollevarsi e grazie all'incontro avuto con Luca, fonda il nuovo Il bello delle donne. Conosce a causa di un piccolo incidente l'affascinante Nino Milano, il quale cerca di conquistarla. Jessica alla fine finisce per innamorarsi del giovane affascinante e dopo varie peripezie lo sposa e parte con lui per una lunga luna di miele e al suo rientro aspetta un bambino.

- Evelina Trifirò (puntate 1-3), interpretata da Adua Del Vesco.
Evelina è un giovane siciliana in cerca di lavoro a Roma. Fingendo di aver avuto un lutto in famiglia riesce a farsi assumere al salone "Il bello delle donne" passando davanti a tutte le sue concorrenti. Intreccia una relazione con Carmelo ma si innamora di primo impatto di un giovane benestante. Il giovane è Piero e con lui vive un'appassionata storia d'amore. Evelina ritrova anche il padre Dante ma quando pensa di essere finalmente felice scopre di avere un cancro incurabile. Cerca di non farlo sapere a Piero che però lo scopre e le sta vicino fino al tragico momento della morte.

- Annalisa Bottelli (puntate 1, 3-5, 8), interpretata da Giuliana De Sio.
Annalisa ricompare a Roma dopo 13 anni. Grazie alla sua accortezza, è riuscita ad entrare nei piani alti della politica romana e ha una relazione con il candidato sindaco della città per il centrodestra. Ritrova con sorpresa il suo ex nemico Luca e giura di frequentare Il bello delle donne. Annalisa ha una relazione con il politico Pietro Arnolfi e temendo di essere tradita cerca in ogni modo di scovare possibili amanti. Subisce da prima i tradimenti di Pietro con la sua assistente e successivamente quelli del marito con la figlioccia Sabrina. Tradita ed ingannata, Annalisa viene cacciata dalla sua casa e subisce un processo. Quando pensa di aver perso tutto, il marito viene ucciso e lei grazie all'aiuto dell'avvocato Di Cioccio ne ottiene il patrimonio e la custodia della bambina nata dalla sua relazione con Sabrina.

- Germana Gregoretti (puntate 1-8), interpretata da Anna Galiena.
Germana è sposata con un ricco imprenditore immobiliare, Eugenio Gregoretti, che gli garantisce una vita agiata e di rendita. Viene circuita da Samuele che le fa credere di amarla cercando di ottenere informazione sul negozio "Style" per appropriarsene. Quando si rende conto di essere stata usata decide di unire le forze a quelle di Jessica e Françoise, lascia il marito e comincia una nuova vita entrando in società ne Il bello delle donne e diventando la direttrice del negozio. Germana diventa il volto del "Bello" e intreccia una forte amicizia con Françoise, che alle volte le sembra amore. Scoprendo che l'amica ha una relazione con un'altra donna, comprende che l'amicizia è una complessa forma d'amore.

- Françoise Leroux (puntate 1-8), interpretata da Alessandra Martines.
Françoise è un'affascinante e sensuale architetto. Capace e sublime, realizza molti progetti per il suo compagno Lorenzo Pucci, il quale ha una fama di livello europeo ma in realtà non è autore dei suoi disegni. Anche lei viene presa in giro da Samuele che vorrebbe realizzare le ristrutturazione del negozio senza pagarla. Françoise viene travolta da uno scandalo quando le foto della sua relazione col parrucchiere vengono pubblicate online e lei perde il posto allo studio Pucci. Fortunatamente trova un'occasione: un salone al centro di Roma. Contatta i suoi nuovi amici e con Germana, Jessica, Luca e Laura decide di aprire una società con loro. Diventa una delle proprietarie de Il bello delle donne. Vive con Germana e cerca più volte di emergere come architetto partecipando a varie cene elettorali a casa di Annalisa. Ha una relazione segreta con Angela Crescenzo.

- Delia Di Cioccio (puntate 1-5, 8), interpretata da Lina Sastri.
Delia è uno degli avvocati più in vista di Roma. Conosciuta come la "Molotov" perché da giovane militava in un movimento rivoluzionario femminista. Aiuta Jessica, Germana e Françoise dal punto di vista legale contro Sam. Quando decide di affidare lo studio legale ai figli e godersi finalmente la meritata pensione, il marito Giancarlo le confessa l'intenzione di voler diventare donna. Delia ne rimane sconvolta, ma dopo aver incassato il colpo accetta la scelta e difende il marito dai pettegolezzi e le maldicenze. Sostiene la figlia Donata nella possibilità di un riscatto rispetto ad un matrimonio infelice e decide di accompagnare il marito a Casblanca per sostenerlo nel percorso che lo porta a cambiare sesso.

- Luca Manfridi (puntate 1-8), interpretato da Massimo Bellinzoni.
Luca dopo il fallimento del suo salone parte per Roma con Laura alla ricerca di un nuovo lavoro. Conosce Jessica e insieme a lei, Françoise e Germana fonda il nuovo Il bello delle donne. A Roma ritrova la sua ex nemica Annalisa.

## Puntate
| nº              | Prima TV         |
| --------------- | ---------------- |
| Prima puntata   | 13 gennaio 2017  |
| Seconda puntata | 19 gennaio 2017  |
| Terza puntata   | 27 gennaio 2017  |
| Quarta puntata  | 3 febbraio 2017  |
| Quinta puntata  | 15 febbraio 2017 |
| Sesta puntata   | 22 febbraio 2017 |
| Settima puntata | 1º marzo 2017    |
| Ottava puntata  | 2 marzo 2017     |

### Prima puntata
Dopo il fallimento del salone Il bello delle donne ad Orvieto il parrucchiere Luca Manfridi, insieme alla sua nuova amica Laura (conosciuta presso il salone in cui aveva iniziato a lavorare come dipendente dopo il fallimento del suo) e alla nipote di lei, Claudia, entra in contatto con una parrucchiera della periferia di Roma, Jessica Lolli, da lei i due amici sperano di trovare un lavoro stabile. Jessica lavora nel suo negozio con il fidanzato Samuele Marozzi detto Sam, un ragazzo ambizioso, egoista e cinico che altro non vuole che derubare Jessica del locale. Utilizzando il suo charme con la proprietaria del locale, Germana Gregoretti, la manipola e al contempo riesce a far firmare una disdetta d'affitto a Jessica. Quando le due donne comprendono di essere state ingannate si sentono drammaticamente stupide, soprattutto Jessica, che aspetta un bambino da lui. Ma il piano di Sam miete una nuova vittima: Françoise Leroux, affascinante architetto in carriera e protagonista della vita mondana di Roma. Quando anche Françoise comprende di essere stata utilizzata cerca l'aiuto dell'avvocato Delia Di Cioccio, la quale la mette in contatto con Jessica e Germana. Nel frattempo Luca e Laura arrivano a Roma e scoprono che il negozio nel quale dovevano lavorare ha cambiato gestione. I due amici non si perdono però d'animo e stringono un legame di amicizia con le tre donne tradite. Jessica, ha perso il bambino a seguito di una lite furibonda con Sam; Françoise ha perso lavoro e compagno dopo che la sua relazione extraconiugale è balzata su ogni sito internet e Germana ha lasciato il marito, perdendo tutto il suo patrimonio. Quando ogni speranza sembra ormai svanita, Sam viene arrestato per aggressione e Françoise trova un locale da 300 metri quadri al centro di Roma grazie alle sue conoscenze. Proprio in questo locale lei, Luca, Laura, Germana e Jessica decidono di costituire una società e aprire un negozio di parrucchiere per signore. Proprio nel locale in ristrutturazione Luca ritrova casualmente la sua ex nemica storica, l'ambiziosa Annalisa Bottelli, che da tempo si è trasferita nella capitale. Proprio l'incontro con la sua vecchia rivale (in amore ed in affari) lo porta a decidere di chiamare il nuovo negozio Il bello delle donne, in onore del vecchio salone di Orvieto. Nel frattempo Jessica incontra un giovane ragazzo benestante, Nino, che cerca in ogni modo di conquistarla.
- Altri interpreti: Nitto Flores (Samuele Sam Marozzi), Christopher Leoni (Nino Milano), Pietro De Silva (parrucchiere di Orvieto), Mattia Sbragia (Eugenio Gregoretti), Mario Ermito (Conte Urbano Ruggeri), Anna Ferraioli Ravel (Lalla la sciacalla), Tamara Di Giulio (Giordana), Irene Maiorino (Tina), Claudia Tosoni (Asia), Delia Duran (Elena), Daniele Parisi (padre Ignazio), Gianluca Mech (se stesso).

### Seconda puntata - Jessica Lolli
Il bello delle donne comincia ad avviarsi grazie all'arrivo nel negozio di tutte le più importanti donne dell'aristocrazia capitolina. Luca nota però che l'atteggiamento poco chic di Jessica rende le pubbliche relazioni del negozio molto difficili con la clientela più altolocata. Françoise decide quindi i portarla in uno dei circoli più importanti della città per cercare di renderla maggiormente elegante. Qui Jessica ritrova Nino, il quale sta per sposarsi. Insieme ad alcuni suoi amici, tra cui il marchese Giannino Rivabene, Nino stringe una scommessa: Dovrà far innamorare di lui Jessica prima del suo matrimonio. Con l'aiuto della marchesa Rivabene Nino riesce ad invitare Jessica ad una cena fra nobili. Proprio in questa occasione la ragazza si innamora di lui e i due si scambiano il primo bacio. Quando Giannino teme di perdere la scommessa decide di rivelare a Jessica la verità: Nino sta per sposarsi. Jessica è distrutta e con l'aiuto di Françoise e Germana fa fare la figura dell'allocco al ragazzo. Nonostante tutto ormai la ragazza è innamorata e dopo una cena durante la quale Nino si apre con lei, Jessica si rende conto di non poter più rinunciare al giovane Milano. Il giorno del matrimonio il salone è in fermento: Tutte le signore si preparano per assistere all'evento. Il ragazzo ha però deciso di sposare Jessica e così sia Giannino che Allegra Rivabene decidono di bloccarlo: Allegra gli dice che Jessica ha ricevuto del denaro da Giannino per fargli perdere la scommessa. Amareggiato decide di rinunciare all'amore per sposarsi con la sua promessa Lilli. Luca si vendica e sbaglia appositamente il colore alla marchesa Allegra e avvisa Jessica dell'inganno subito. La ragazza irrompe in chiesa prima del fatidico Sì e chiede a Nino se vuole sposare Lilli o lei. Il ragazzo lascia l'altare con il suo nuovo amore sotto gli occhi sconvolti di tutta l'aristocrazia romana. Jessica e Nino si sposano e partono per una lunga luna di miele. Nel frattempo Evelina, la manicure del salone, seppur fidanzata con il commesso di un negozio, Carmelo, si invaghisce di un giovane affascinante ed appariscente. 
- Altri interpreti: Christopher Leoni (Nino Milano), Massimiliano Morra (Piero Esposito), Antonio Giuliani (Marchese Giannino Rivabene), Maria Letizia Gorga (Marchesa Allegra Rivabene), Guia Jelo (Zia Colomba), Martine Brochard (Cesarina), Gianluca Mech (se stesso), Tamara Di Giulio (Giordana), Irene Maiorino (Tina), Claudia Tosoni (Asia).

### Terza puntata - Evelina Trifirò
Evelina scopre a malincuore che Carmelo la tradisce. Amareggiata e delusa dall'amore decide di fidanzarsi con un uomo ricco per poter vivere di rendita. Grazie all'aiuto della shampista Tina ottiene il nome del giovane benestante che vede spesso fuori dal negozio e cerca di conoscerlo. Evelina spera di conquistare il bel Piero e di diventare ricca. Nella sua vita torna però anche il padre Dante, l'uomo era scomparso 10 anni prima senza farsi più sentire. La giovane non vuole parlargli ma scopre attraverso delle vecchie lettere recapitate alla madre che il padre cercò in tutti i modi di vedere sua figlia. Recuperato il rapporto col padre, Evelina si innamora sinceramente di Piero e con lui comincia a programmare il  loro futuro. Piero è prossimo a laurearsi in medicina ma vive con  la giovane momenti di felicità intensa nonostante debba preparare la sua tesi. Nonostante la felicità apparente, Evelina deve fare i conti con una dura realtà: le viene diagnosticato un cancro. Decisa a non far soffrire Piero, decide di lasciarlo e fingere di non amarlo più. Parte per Parigi con il padre ma rientra a Roma non appena capisce che il suo momento sta arrivando. In Italia, Piero scopre la realtà delle cose e la raggiunge. L'uomo le sta vicino fino alla morte. Dopo lo struggente funerale, Luca consegna a Piero un orologio che Evelina aveva comprato per lui. Nel frattempo Annalisa teme di essere tradita dal marito e chiede a Germana di tenere sotto controllo la collaboratrice di lui per scoprire se è la sua amante. Mentre Laura torna a Orvieto per un problema con la sua casa, Delia teme che il marito Giancarlo abbia un amante.
- Altri interpreti: Massimiliano Morra (Piero Esposito), Stefano Dionisi (Dante Trifirò), Guia Jelo (Zia Colomba), Gianluca Mech (se stesso), Tamara Di Giulio (Giordana), Irene Maiorino (Tina), Claudia Tosoni (Asia).

### Quarta puntata - Delia Di Cioccio
Quando Delia decide di lasciare la gestione del suo studio legale ai figli Donata e Alessio, su di lei si abbatte una sorte inaspettata: il marito Giancarlo le confessa l'intenzione di cambiare sesso. La donna, dopo 30 anni in prima linea per i diritti civili, è sconvolta e amareggiata. Dapprima non accetta la confessione del marito e lo allontana, ma dopo i consigli di Luca e la nascita del nipotino decide di stargli vicino. Giancarlo vuole rinunciare a cambiare sesso perché non vuole perdere l'affetto della figlia Donata, sposata con un uomo infedele, omofobo e fascista. Delia, che si trova già a combattere contro i pregiudizi e i pettegolezzi, difende Giancarlo e smaschera la famiglia del genero riappacificando l'intera famiglia. Lo accompagna a Casablanca per l'operazione e quando torna a Roma, Delia non ha più un marito, ma un'amica: Gabriella. Nel frattempo Annalisa spera in ogni modo di farsi sposare dal compagno e chiede l'aiuto di sua zia Concetta, una cartomante che finge di essere una maga. Pietro le chiede di sposarla per tattica politica e lei, illudendosi di essere amata, è felicissima.
- Altri interpreti: Paolo Sassanelli (Giancarlo Carnevale), Anna Favella (Donata Carnevale), Emanuele Bosi (Alessio Carnevale), Angelo Monacelli (Gaspare), Angela Luce (Concetta), Andrea Roncato (Lamberto Poggi), Aurore Erguy (Marie), Bruno Eyron (Pietro Arnolfi), Vittoria Schisano (Irina), Massimo Corvo (Emerenzio), Delia Duran (Elena), Pia Engleberth (Marcella), Anna Ferraioli Ravel (Lalla la Sciacalla), Gianluca Mech (se stesso), Tamara Di Giulio (Giordana), Irene Maiorino (Tina), Claudia Tosoni (Asia).

### Quinta puntata - Annalisa Bottelli
Annalisa sposa Pietro a Bora Bora ma l'illusione dell'amore dura poco. La Bottelli deve sopportare i continui tradimenti perpetrati dal marito, ma nonostante tutto non lo abbandona. L'arrivo della figlioccia del marito, Sabrina, riempie Annalisa di buone aspettative, sebbene Concetta non la veda di buon occhio. A Roma torna Jessica, sempre più radiosa, e annuncia un lieto evento: aspetta un bambino da Nino. Nel frattempo la presenza di Sabrina si trasforma per Annalisa in un incubo. La donna vede a poco a poco sgretolarsi tutto ciò che ha costruito e tra accuse infamanti e colpi bassi si ritrova lontana dal marito e fuori dalla sua casa. Mentre Pietro fa coppia fissa con la figlioccia e intraprende la sua relazione con Elena, Annalisa medita di ucciderlo per vendicarsi e dà cinquantamila euro a Concetta per far sì che il marito camorrista provveda. Pietro muore, ma assassinato da Sabrina che aveva scoperto la sua relazione con Elena. Concetta è in realtà fuggita con i soldi a Bora Bora senza eseguire il crimine. Annalisa, aiutata inaspettatamente da Delia Di Cioccio, ottiene tutto il patrimonio del marito. Inoltre Sabrina aspetta un figlio da Arnolfi e decide di affidarlo proprio alla Bottelli. Per la storica rivale de Il bello delle donne questo è un incredibile cambiamento. Intanto Françoise e Germana, colpite da una nuova truffa da parte di due modelli, decidono di chiudere con gli uomini.
- Altri interpreti: Angela Luce (Concetta), Bruno Eyron (Pietro Arnolfi), Delia Duran (Elena), Ilaria Rossi (Sabrina), Anna Ferraioli Ravel (Lalla la Sciacalla), Gianluca Mech (se stesso), Tamara Di Giulio (Giordana), Irene Maiorino (Tina), Claudia Tosoni (Asia), Nitto Flores (Samuele Sam Marozzi)

### Sesta puntata - Françoise Leroux e Germana Gregoretti
Il rapporto tra Françoise e Germana si intensifica sempre di più e le due si ritrovano sempre più legate specialmente dopo l'ennesima delusione procurata da alcuni uomini. Se Germana sembra disposta a rinunciare alle relazioni sentimentali con l'altro sesso, Françoise sembra non voler rinunciare agli uomini. Nella loro vita si ripresenta Sam ma entrambe lo allontanano con decisione. A Roma arriva Scilla Manfridi, la giovane nipote di Luca che prende il posto di manicure al salone "Il bello delle donne". La ragazza vive una tormentata storia d'amore con Tiziano, un giovane di Prato. Nel frattempo le delusioni amorose e l'ubriachezza di una notte porta Germana e Françoise ad avere una notte di passione e forse amore. L'architetta rimane profondamente scossa e reagisce nascondendosi ed evitando di incontrare l'amica. Si reca in locali di incontro con gigolò e cerca in ogni modo di manifestare la sua eterosessualità. Germana, invece, confidandosi con Luca rivela di essere rimasta felicemente colpita dal rapporto gay avuto con l'amica. La notte di San Valentino a causa di un incidente involontario Françoise incontra il conte Urbano Ruggeri, nipote del proprietario del salone, e la moglie Angela Crescenzo in piena crisi matrimoniale. Germana si rende conto di aver perso l'amica e si convince del fatto che Françoise ha una relazione con il conte. Per gelosia e probabilmente per amore, rivela ad Angela che il marito ha una relazione extraconiugale. La situazione degenera quando il conte si presenta da Françoise adirato e la aggredisce. Germana salva l'amica dalla furia dell'uomo e all'arrivo di Angela, comprende l'equivoco di cui è stata vittima: Françoise ha una relazione gay con Angela. La donna aveva però scelto di vivere un amore eterosessuale con il Conte. Nonostante la lontananza le due non erano riuscite a mantenersi distanti. La scoperta per Germana è sconvolgente e drammatica. La donna abbandona la casa e si chiude in una depressione acuta causando preoccupazione soprattutto a Luca e a Jessica che cercano di sostenerla. Nonostante tutto, Françoise decide di partire con Angela e lascia Germana con un messaggio che la strugge. Nel frattempo Scilla incontra un giovane poliziotto, Gianpaolo, di cui si innamora. Anche Luca incontra l'amore: un giovane parrucchiere, Bruno, che non sembra accettare pienamente la sua omosessualità.
- Altri interpreti: Vanessa Gravina (Angela Crescenzo), Barbara De Rossi (Larissa Balducci), Federica Nargi (Scilla Manfridi), Francesco Arca (ispettore Gianpaolo Gadda), Anna Ferraioli Ravel (Lalla la Sciacalla), Gianluca Mech (se stesso), Tamara Di Giulio (Giordana), Irene Maiorino (Tina), Claudia Tosoni (Asia), Nitto Flores (Samuele Sam Marozzi)

### Settima puntata - Luca e Scilla Manfridi
Gianpaolo chiede a Scilla di sposarlo e la ragazza crede finalmente di aver realizzato i sogni della sua vita. Nel frattempo Luca vive a malincuore la difficile relazione con Bruno. Il ragazzo lo seduce ma poi lo abbandona reprimendo i suoi istinti omosessuali. Deciso a sostenerlo e credendolo vittima di agguati omofobi da parte dei due fratelli, Luca decide di parlare con la madre di lui, Larissa, e rivelarle la verità sul figlio. Larissa si mostra subito ritrosa e non accetta l'idea di avere un figlio gay. Scacciato dalla donna, Luca viene aggredito e picchiato quasi a morte da tre uomini, di cui uno incappucciato, su un autobus. Jessica, Germana, Scilla, Nino e anche Françoise e Laura, tornate dai loro viaggi, corrono al suo capezzale e sostengono l'amico. Dopo oltre un mese di convalescenza, Luca torna a casa e assiste ad una grande manifestazione di amicizia da parte di tutti. Ma la persecuzione omofoba prosegue e molti elementi lo spingono a sospettare di Gianpaolo, futuro sposo di Scilla e giovane assai poco accomodante coi gay. Deciso a smascherarlo chiede aiuto a Lalla la Sciacalla, che nonostante le ricerche non trova nulla. Luca lo accusa inventando una bugia e lo fa arrestare. Quando emerge l'inganno, Scilla decide di non rivolgergli più la parola. Sconvolto e amareggiato, Luca si rende conto di aver vissuto un film mentale e che tutti gli elementi che inchiodavano a suo dire Gianpaolo altro non erano che un miscuglio di ricordi del coma. Il giovane affronta Bruno e scopre che è stato proprio lui ad aggredirlo, insieme ai suoi fratelli. Bruno non si accettava e al contempo odiava Luca, reo di farlo sentire gay. Così, inventandosi di aver subito molestie sul posto di lavoro, aveva convinto i fratelli ad aggredire Luca. Il parrucchiere è sconvolto e lascia casa Balducci ormai esasperato dall'amore che gli riserva sempre e solo delusioni. Mentre Françoise e Germana finalmente fanno pace, Claudia, la nipote di Laura, viene seguita da un giovane misterioso.
- Guest Star: Gabriel Garko (Bobo De Contris)